# Idukki (huyện)
Huyện Idukki là một huyện thuộc bang Kerala, Ấn Độ. Thủ phủ huyện Idukki đóng ở Painaw. Huyện Idukki có diện tích 4479 ki lô mét vuông. Đến thời điểm năm 2001, huyện Idukki có dân số 1128605 người.